# Reichskommissariat Matthaei
Das Reichskommissariat Matthaei bildete vom 8. bis 31. März 1933 die Landesregierung des Freistaates Schaumburg-Lippe. Nach dem Rücktritt der Regierung Lorenz IV setzte Reichsinnenminister Wilhelm Frick (NSDAP) Kurt Matthaei (NSDAP) auf Basis der Reichstagsbrandverordnung als Reichskommissar ein. Er schaltete die Behörden im Sinne der NS-Führung gleich. Matthaei verließ Schaumburg-Lippe schon zum April 1933 wieder, um Landrat im Kreis Recklinghausen zu werden. Er wurde als Reichskommissar durch Hans-Joachim Riecke (NSDAP) abgelöst. 
| Amt             | Name          | Partei |
| --------------- | ------------- | ------ |
| Reichskommissar | Kurt Matthaei | NSDAP  |